# Mett
Le Mett ou Hackepeter est une préparation de viande de porc crue hachée, assaisonnée de sel et de poivre noir.
Ce plat est traditionnel dans plusieurs régions d'Allemagne (nord et est du pays, Berlin, Bavière) mais aussi en Belgique ou en Pologne. Depuis les années 1950, il est souvent présenté façonné en forme de hérisson dont les piquants sont figurés par des lanières d'oignon cru.

## Préparation et présentation
Le Mett se compose de viande de porc crue et hachée, ne devant réglementairement pas contenir plus de 35 % de matières grasses selon les normes allemandes. Dans d'autres pays (Belgique, Pologne), la teneur en matières grasses n'est pas réglementée. La viande est assaisonnée de sel, de poivre noir et, localement, d'ail ou de carvi.
Le Schinkenmett (« Mett de jambon »), préparé à partir de viande de qualité supérieure et peu grasse, est considéré comme particulièrement fin.
Depuis les années 1950, le Mett est souvent présenté, dans des buffets, sous forme d'un hérisson dont les piquants sont faits de lanières d'oignon cru plantées dans la chair ; des olives noires représentent les yeux et le museau.
Le Mett peut également être proposé sous forme de saucisse (Mettwurst en allemand).

## Utilisation

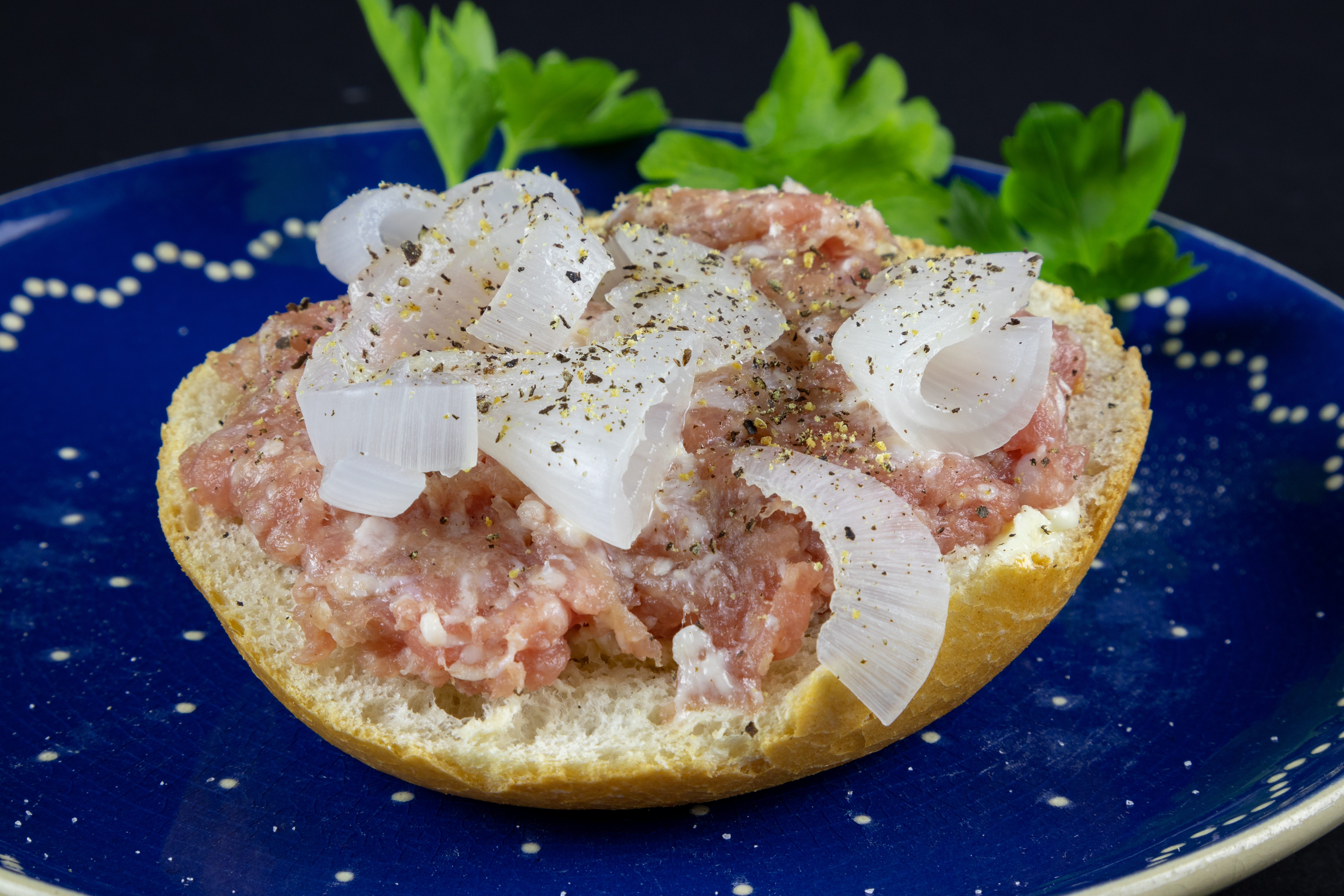
Mettbrötchen.

Le Mett est normalement consommé cru sur un petit pain (Mettbrötchen) ou du pain en tranches, souvent avec une garniture d'oignons crus coupés en dés ou en lanières.
Dans certaines régions du sud de l'Allemagne, le Mett (Mettstange) peut être servi sur un petit pain salé au lieu d'un petit pain ordinaire.

## Exigences sanitaires
La directive allemande sur l'hygiène alimentaire et la santé n'autorise la vente du Mett, à moins qu'il ne soit préemballé, que le jour de sa production. De ce point de vue, le Mett est similaire au steak tartare, préparation de bœuf cru haché.
Pour préserver sa structure, la viande de porc est généralement transformée à l'état semi-congelé. Jusqu'au stade de sa consommation, le plat ne doit pas être soumis à des températures supérieures à 2 °C.